# Bonnier Fakta
Bonnier Fakta är ett svenskt bokförlagsimprint som specialiserar sig på illustrerade livsstils- och fackböcker. Imprintet ingår i Bokförlaget Forum, som är en del av Bonnierförlagen.
Bonnier Fakta fokuserar på bilddrivna böcker inom ämnen som matlagning, hälsa, trädgård, inredning, personlig utveckling och populärvetenskap. Förlaget ger ut både svenska originaltitlar och översatta verk. Bland imprintets författare finns Per Morberg, Anders Hansen, Zeina Mourtada, Paul Svensson och Jamie Oliver.